# Шао Цзунци
Шао Цзунци (кит. 邵宗其, пиньинь Shao Zongqi; род. 16 февраля 1976 года) — китайский массовый убийца. На почве супружеской ревности 30 января 2014 года расстрелял двух любовников своей жены и их семьи. Преступление очень нетипично для Китая — страны, где огнестрельное оружие находится под полным запретом, и за нелегальное его хранение грозит длительный срок заключения либо смертная казнь.

## Массовое убийство
30 января 2014 полиция деревушки Цзинкоу была буквально шокирована произошедшим: неизвестный застрелил сразу две семьи. Шесть человек погибло, трое было серьёзно ранено. За информации о преступнике или другую помощь в поимке неизвестного объявлено вознаграждение в размере 30 тысяч долларов (200 тысяч юаней). Изначально у полиции не было никаких предположений относительно мотива преступления и личности подозреваемого, но вскоре следователям удалось выяснить, что главы убитых семей были любовниками одной замужней женщины. После этого они вышли на след её мужа, Шао Цзунци. Он пустился в бега, но 2 февраля 2014 был схвачен около 17:10 в своей родной деревне Хоуцяо уезда Тэнчун. При аресте у него было изъято ружье и сорок патронов.

## Расследование
Убийца признался, что приобрёл оружие и боеприпасы за границей, как только узнал о любовниках жены, хотя, конечно, не говорил его продавцам, зачем ему понадобилось оружие и столько патронов. Его жена, напротив, о готовившейся стрельбе знала, но не сообщила об этом никому. В августе 2014 года Шао Цзунци был приговорен к смертной казни, приговор не был приведён в исполнение немедленно.